# Загороднюк Роман Олександрович
Загороднюк Роман Олександрович — радянський і український композитор театру і кіно. Заслужений діяч естрадних мистецтв України.

## Біографія
Народився Роман Загороднюк 5 червня 1960 року в місті Одеса.
З 16 років захоплювався музикою грав на гітарі в групі в місті Балта. У 1979 пішов у армію. З 1982 року був учасником групи «Пори року» з 1985 по 1989 почав писати музику до фільму в 1985 написав музику до фільму Чиста переміна і через 3 роки Ігор Тальков на цю мелодію написав вірші, що лягло в основу пісні «Летний дождь».
У 1989 був гітаристом і засновником групи Гранд Готель.
У 1991 році став композитором кіностудії Мосфільм в цьому ж році був написаний саундтрек до фільму Пробудження про біографію Анатолія Кашпіровського.
Роман написав музику до 16 художніх фільмів за участю Михайла Єфремова, Олени Сафонової, Галини Польських, Даніеля Ольбрихського, Наталії Варлей, Сергія Маковецького і багатьох інших відомих акторів і режисерів.
З 1994 по 1996 був артдиректором клубу театральних діячів при театрі Станіславського в Москві.
З 1996 по 1999 став Музичним продюсером і арт директором компанії Беверлі Хілз продакшн під керівництвом Чака Норіса.
У 2000 вирішив спробувати свої сили в Україні і запросила компанія «Студія Росток» в якості музичного продюсера.
У 2005 році компанія Ауді випустила збірку музики театру і кіно Романа Загороднюка та кожна машина Ауді продавалася з диском композитора.
З 2010 співпрацював з відомими кінокомпаніями як композитор.
З 2016 року — співпраця з Венеціанською симфонічним оркестром. Написав гімн міста Венеції на слова Зої Нечаєвої.
У 2017 р Європейська Гільдія композиторів кіно визнала 20 кращих європейських хітів XX століття. До цього числа увійшов саундтрек до кінофільму «Метелики», написаний композитором Романом Загороднюком.
У 2017 написав музику до фільму «Достукатися до любові» Театру-студії імпровізації «Чорний Квадрат»
З 2021 Роман Загороднюк є креативним директором і музичним продюсером в компанії «Page Group»

## Фільмографія
- 1991 — «Метелики» за участю Е. Сафоновой, Д. Ольбрихський, Г. Польських
- «Перша леді»
- 1992 — «Пробудження» про біографію А. М. Кашпіровського
- 1992 — «Мужской зигзаг» за участю М. Єфремова, Є. Добровольської
- «Самотня скрипка»
- 1993 — «Роль» за участю В. Гаркаліна, Е. Симонової
- 1993 — «Маленькі чоловічки більшовицького провулка, або Хочу пива[ru]» за участю С. Маковецького, М. Варлей
- 1995 — «Шелест»
- 1995 — «Ехай!»
- «Достучаться до любви» фільм Театру-студії імпровізації «Чёрный Квадрат» за мотивами вистави "А-ля кобеля, или всё, что движется" [Архівовано 18 травня 2021 у Wayback Machine.]
- «Ранок» художній фільм спільного виробництва Чехії та Німеччини.
- «Зворотний бік зв'язку» художній фільм спільного виробництва Німеччини та Швеції.
- «Подвійний обгін» детектив, виробництво Італії і Франції.